# Willy Sagnol
Willy Sagnol (Saint-Étienne, 18 de marzo de 1977) es un exfutbolista y entrenador francés que solía jugar en la posición de defensa. Anunció su retiro del fútbol activo el 1 de febrero de 2009, cuando formaba parte del FC Bayern de Múnich de la 1. Bundesliga de Alemania. Desde 2021 es seleccionador de Georgia.

## Trayectoria

### Como jugador

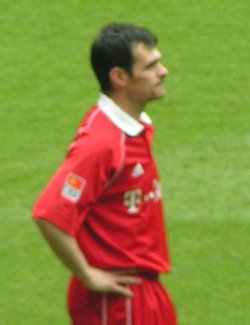
Sagnol con la camiseta del Bayern de Múnich.

Comenzó su carrera en el mundo del fútbol en el antiguo club donde jugó su padre en Alto Loira, Montfaucon-en-Velay, donde desarrolló su juego como defensa derecho, así como en la banda derecha del medio campo.
A partir de ahí fue progresando, uniéndose eventualmente al equipo emblemático de la región, AS Saint-Étienne. Una impresionante actuación durante un periodo de dos años hizo que se ganara su transferencia al AS Mónaco en 1997, donde experimentó su primer gran éxito profesional, ganando la Ligue 1 en 2000. Con su excelente desempeño empezó a hacerse notar para ser llamado a representar a Les Bleus, aunque inicialmente no fue tomado en cuenta por el director técnico nacional Roger Lemerre.
En el verano de 2000, la carrera de Sagnol tomó una dimensión completamente diferente. Transferido al prestigioso club alemán FC Bayern Múnich, no le tomó demasiado llegar finalmente a la selección nacional. En el Bayern, Sagnol consolidó su reputación como uno de los mejores zagueros de su generación. Siendo un sólido defensa pero igualmente cómodo operando en posiciones de ataque (a menudo por las bandas), su gran habilidad lo señaló como un jugador clave en la ofensiva del Bayern. Con el club bávaro, ganó la Bundesliga en 2001, 2003, 2005 y 2006, así como la Liga de Campeones de la UEFA en 2001 y la Copa de Alemania en 2003, 2005, 2006 y 2008. 
Desafortunadamente para él, el 3 de abril de 2007, durante el empate conseguido en el duelo de cuartos de final contra el AC Milan por la Liga de Campeones de la UEFA, se lesionó severamente la rodilla derecha. El daño en meniscos y ligamentos lo ha tenido fuera de las canchas desde entonces. Inicialmente, se pensaba que la lesión duraría unos 4 meses, pero se alargó hasta 6.
El 1 de febrero de 2009, Sagnol anuncia su retiro del balompié activo debido a sus constantes dolores en su tendón de Aquiles.

### Como entrenador

#### Inicios
En 2011, empezó a trabajar como ojeador del Bayern de Múnich, aunque a finales de mismo año, comenzó a entrenar a las jóvenes promesas de Francia. Fue el seleccionador sub-21 entre 2013 y 2014.

#### Girondins de Burdeos
El 23 de mayo de 2014, fue confirmado como nuevo entrenador del Girondins de Burdeos. Tuvo un comienzo prometedor en la Ligue 1 al frente de los bordeleses, ganando sus tres primeros partidos de forma consecutiva y situándose como líder; aunque luego perdió fuelle y terminó la primera vuelta en 6º puesto, sin poder mejorar dicha posición en el resto del campeonato.
Su segunda temporada en Burdeos comenzó con mal pie, pues el Girondins se movía en la zona media-baja de la clasificación de la Ligue 1 en la primera parte del campeonato y no pudo pasar de la fase de grupos de la Liga Europa. El equipo concluyó la primera vuelta como 14º clasificado y no fue capaz de mejorar sus números en la segunda vuelta, por lo que Sagnol fue objeto de críticas por estos resultados decepcionantes. Finalmente, Sagnol fue despedido el 14 de marzo de 2016, dos días después de encajar un 4-0 a manos del Guingamp, dejando al conjunto bordelés en 14º puesto tras 30 jornadas de la Ligue 1.

#### Bayern de Múnich
El 9 de junio de 2017, se incorporó al Bayern de Múnich como asistente de Carlo Ancelotti. El 28 de septiembre de 2017, se hizo cargo del primer equipo bávaro de forma temporal, a raíz del cese del italiano. Sólo estuvo en el banquillo en un partido, logrando un empate (2-2) contra el Hertha Berlín, antes de ser relevado por Jupp Heynckes. Se desvinculó de la entidad poco después.

#### Selección de Georgia
El 15 de febrero de 2021, fue nombrado seleccionador de Georgia.
El 26 de marzo de 2024, logró que "los cruzados" se clasificaran para la Eurocopa 2024 al ganar a Grecia en la tanda de penaltis tras empatar sin goles.

## Vida personal
Tiene dos hijos, Chiara y Sandro, con su novia Laetitia.

## Selección nacional
Su debut se produjo el 5 de septiembre de 2001 en Vaduz, Liechtenstein, donde la selección de fútbol de Francia ganó 0-2 a Liechtenstein.
Sagnol, además, formó parte de la Selección de fútbol francesa en la Copa Mundial de Fútbol Sub-20 de 1997, la Copa Mundial de Fútbol de 2002, la Eurocopa 2004 y la Copa Mundial de Fútbol de 2006, siendo subcampeón de este último torneo.  
A nivel internacional ha tenido menos éxito, estando con frecuencia en la banca y jugando como suplente de Lilian Thuram en el sector derecho de la defensa de la selección francesa. No fue sino hasta el retiro de Marcel Desailly y el consecuente movimiento de Thuram al centro de la defensa francesa que Sagnol finalmente se volvió el zaguero derecho titular en 2004.  
Sagnol fue parte de la escuadra francesa en la Copa Mundial de Alemania 2006, iniciando como titular en cada uno de los siete partidos disputados por su país. Sus competentes actuaciones, junto con el progreso de Francia hasta la final lo llevaron a ser nombrado uno de los defensas más sobresalientes del torneo. Tuvo su mejor desempeño en el partido más importante de todos, la final de la Copa Mundial, siendo uno de los mejores jugadores de ese partido. De hecho, el nombre de Sagnol pudo haber sido inmortalizado de no ser por el exitosa intervención del arquero Gianluigi Buffon en una oportunidad de gol que tuvo el francés. No obstante, su desempeño fue notable debido a su sólida contribución defensiva así como por su importante participación en varias jugadas de ataque, como en una ocasión en que mandó un centro para su capitán Zinédine Zidane, cuyo cabezazo fue exitosamente atajado por Buffon.
En la fase de clasificación para la Eurocopa 2008 se vio una cara completamente nueva de Sagnol. En varias ocasiones ha tenido buenas oportunidades de gol así como su habitual provisión de pases y centros para sus compañeros de equipo como Thierry Henry. Contra Escocia en Hampden Park el 7 de octubre de 2006, Sagnol fue uno de los mejores jugadores de su equipo en la sorpresiva derrota de Francia ante los escoceses, teniendo tres oportunidades de gol, una de ellas en particular forzando a una espléndida atajada del guardameta. El siguiente partido, contra las Islas Feroe en París, fue el 50° para él jugando en la Selección de su país. Su desempeño en aquella fase de clasificación demostró de nuevo que se puede contar con Sagnol por su consistente juego defensivo y también para proveer calidad extra cuando se une al ataque.
Su lesión de meniscos no sólo fue un duro golpe para el Bayern Múnich, sino también para la selección nacional de Francia, donde Sagnol se había vuelto el titular en la posición de defensa derecho del equipo de Raymond Domenech.

### Participaciones en Copas del Mundo
| Mundial                        | Sede                  | Resultado    |
| ------------------------------ | --------------------- | ------------ |
| Copa Mundial de Fútbol de 2002 | Corea del Sur y Japón | Primera fase |
| Copa Mundial de Fútbol de 2006 | Alemania              | Subcampeón   |

### Participaciones en Eurocopas
| Eurocopa      | Sede            | Resultado        |
| ------------- | --------------- | ---------------- |
| Eurocopa 2004 | Portugal        | Cuartos de final |
| Eurocopa 2008 | Austria y Suiza | Fase de grupos   |

## Clubes

### Como jugador
| Club                | País     | Año       |
| ------------------- | -------- | --------- |
| AS Saint-Étienne    | Francia  | 1995-1997 |
| AS Mónaco           | Francia  | 1997-2000 |
| FC Bayern de Múnich | Alemania | 2000-2009 |

### Como entrenador
Actualización: 26 de marzo de 2024
| Club                                       | País     | Año       | P   | PG | PE | PP | % v.   |
| ------------------------------------------ | -------- | --------- | --- | -- | -- | -- | ------ |
| Selección francesa (categorías inferiores) | Francia  | 2011-2014 | 14  | 10 | 3  | 1  | 78.57% |
| Girondins de Burdeos                       | Francia  | 2014-2016 | 88  | 35 | 28 | 25 | 50.38% |
| Bayern de Múnich (asistente)               | Alemania | 2017      | 10  | 6  | 2  | 2  | 66.67% |
| Bayern de Múnich (entrenador interino)     | Alemania | 2017      | 1   | 0  | 1  | 0  | 33.33% |
| Selección de Georgia                       | Georgia  | 2021-     | 31  | 15 | 4  | 12 | 52.69% |
| Total                                      | Total    | Total     | 134 | 66 | 38 | 40 | 53.95% |
| Fuente                                     |          |           |     |    |    |    |        |

## Palmarés

### Como jugador

#### Campeonatos nacionales
| Título               | Club             | País     | Año  |
| -------------------- | ---------------- | -------- | ---- |
| Supercopa de Francia | AS Mónaco        | Francia  | 1997 |
| Ligue 1              | AS Mónaco        | Francia  | 2000 |
| Supercopa de Francia | AS Mónaco        | Francia  | 2000 |
| Bundesliga           | Bayern de Múnich | Alemania | 2001 |
| Bundesliga           | Bayern de Múnich | Alemania | 2003 |
| Copa de Alemania     | Bayern de Múnich | Alemania | 2003 |
| Bundesliga           | Bayern de Múnich | Alemania | 2005 |
| Copa de Alemania     | Bayern de Múnich | Alemania | 2005 |
| Bundesliga           | Bayern de Múnich | Alemania | 2006 |
| Copa de Alemania     | Bayern de Múnich | Alemania | 2006 |
| Bundesliga           | Bayern de Múnich | Alemania | 2008 |
| Copa de Alemania     | Bayern de Múnich | Alemania | 2008 |

#### Campeonatos internacionales
| Título                       | Club                 | País                  | Año  |
| ---------------------------- | -------------------- | --------------------- | ---- |
| Liga de Campeones de la UEFA | Bayern de Múnich     | Italia                | 2001 |
| Copa FIFA Confederaciones    | Selección de Francia | Corea del Sur y Japón | 2001 |
| Copa Intercontinental        | Bayern de Múnich     | Japón                 | 2001 |
| Copa FIFA Confederaciones    | Selección de Francia | Francia               | 2003 |